# Kalendarska era
Kalendarska era sustav je obrojčavanja (numeriranja) godina koji se rabi u kalendarima. Primjerice, gregorijanski kalendar broji godine po kršćanskoj eri (koptska i etiopska crkva imaju svoje posebne kršćanske ere). Trenutak, dan ili godina od koje se računa vrijeme zove se epoha ere. Prevladavajući svjetski „građanski” kalendar temeljen je na kršćanskoj eri, tj. gregorijanskomu kalendaru.
U drevnim vremenima, brojile su se vladarske godine od ustoličenja monarha. Ovo znatno otežava rekonstrukciju kronologije staroga Bliskoga istoka, koja počiva na raznolikim i razbacanim popisima kraljeva, poput Sumerskoga popisa kraljeva ili babilonskoga Kanona kraljeva. Računanje po imenima ere koja su birali vladajući monarsi, ostalo je u uporabi u Istočnoj Aziji sve do 20. stoljeća, a u Japanu se još uvijek koristi.

## Antički sustavi datiranja

### Olimpijade
U starih Grka, uobičajena metoda za odmjeravanje prolaska godina počivala je na poretku Olimpijskih igara, koje su prvi put održane 776. pr. n. e. Ove panhelenske igre su raznim neovisnim gradovima-državama pružale uzajamno razumljiv sustav datiranja. Pri tome, same igre su se nazivale "Olimpijske igre", a "olimpijada" je četvorogodišnje razdoblje između igara. Prva olimpijada također označava tradicionalni početak grčke povijesne civilizacije i vođenja zapisa. Danas se smatra krajem zapadne prapovijesti i početkom povijesne epohe. Ovaj sustav rabljen je od 4. stoljeća pr. n. e. do 3. ili 4. stoljeća nove ere.

### Seleukidska era
U većem dijelu Bliskog istoka se od 4. st. pr. n. e. do 6. st. n.e. koristila seleukidska era, čija je epoha bila 312. pr. n. e., godina kada je Seleuk I. Nikator zauzeo Babilon, čime je započeo vladavinu svoju, i svoje dinastije, nad azijskim dijelom carstva Aleksandra Velikog. Ova era se javlja u Hebrejskoj Bibliji u Knjizi Makabeja. Židovi su ovu eru koristili i tijekom srednjeg vijeka, pod nazivom Era ugovora, jer su njome datirane pravne isprave.

### Konzularno datiranje
Stari i uobičajeni običaj bilo je rimsko konzularno datiranje. Ovo je podrazumijevalo imenovanje obojice consules ordinarii koji su preuzimali taj položaj 1. siječnja građanske godine. Ponekad se događalo da jedan ili obojica konzula ne budu imenovani do studenog ili prosinca prethodne godine, a vijest o imenovanju bi možda stigla tek nekoliko mjeseci od početka godine u sve dijelove Rimskog Carstva, pa se ponekad nalaze natpisi gdje je godina definirana kao "nakon konzulata" prethodnog para konzula, što se naziva postkonzularno datiranje. Uporaba konzularnog datiranja je okončana 541. godine, kada je Justinijan I. prestao s imenovanjem konzula. Praktično je uvedeno datiranje po vladavinama careva a zatim datiranje od Postanka.

### Od osnutka Rima
Jedna rijetko rabljena metoda datiranja bila je navesti godinu anno urbis conditae (latinski: "u godini osnovanog grada [Rima]", skraćeno AUC). Često se neispravno daje da AUC znači ab urbe condita, što je naslov Livijeve povijesti Rima. Rimski povjesničari su koristili nekoliko epoha, a njihove današnje kolege uglavnom usvajaju Varonovu epohu, danas poznatu kao 753. godinu pr. n. e.
Ovaj sustav je uveo Marko Terencije Varon u 1. stoljeću pr. n. e. Prvi dan godine bio je Dan Osnivača (21. travnja), premda većina suvremenih povjesničara pretpostavlja da je koincidirala sa suvremenom povijesnom godinom (1. siječnja-31. prosinca). U prvobitnom rimskom i julijanskom kalendaru rijetko je rabljena. Dominiralo je imenovanje dvojice konzula koji su bili na položaju u konkretnoj godini. Godina 2025 n.e. je AUC 2778 (godina n.e. + 753, odn. 754 - godina pr. n. e.).
Iberski povjesničar Orozije je oko 400. n.e. koristio AUC eru. Papa Bonifacije IV. (oko 600.) mogao je biti prvi koji je koristio AUC i Anno Domini (novu) eru. Zabilježio je 607. godinu kao AUC 1360.

### Vladarske godine rimskih careva
Još jedan sustav, koji se nalazi rjeđe nego što se mislilo, bio je uporaba vladarske godine rimskog cara. Prvi car, August, označavao je godine svoje vlasti brojenjem koliko puta je bio konzul i koliko puta mu je Rimski senat dao ovlasti tribuna. Time je pažljivo poštivao fikciju da njegova vlast potječe od ovih položaja koji su mu dati, a ne od njegove osobe ili mnogih legija pod njegovim nadzorom. Njegovi nasljednici slijedili su ovu praksu sve dok nije izblijedilo sjećanje na Rimsku Republiku, na prijelazu iz drugog u treće stoljeće, kada su otvoreno počeli koristiti i svoju vladarsku godinu.

### Datiranje od rimskoga osvajanja
Neki predjeli Rimskoga Carstva datirali su svoje kalendare od vremena rimskoga osvajanja ili ustanovljenja rimske vlasti.
- Španjolska era (ili hispanska) brojila je godine od 38. pr. n. e., što je vjerojatno bilo vrijeme nametanja nekoga novoga poreza u Iberiji. To bi označavalo uvođenje rimske vlasti u Hispaniji i ta era je rabljena u službenim ispravama kršćanskih država na poluotoku sve do 15. stoljeća.
- Tijekom rimskoga i bizantskoga razdoblja, neslužbeni predjel Dekapolis i drugi helenizirani gradovi Sirije i Palestine su koristili Pompejevu eru, koja je brojila godine od 63. pr. n. e., kada je taj rimski general osvojio to područje.

### Drugi sustavi datacije
Postojale su i mnoge druge, mjesne ere, npr. od godine osnivanja pojedinoga grada, vladarska godina susjednoga perzijskoga cara, kasnije čak i godina trenutnoga kalifa.

### Kina
Kina je tradicijski računala vrijeme po vladarskim godinama svojih careva (niánhào).
Većina Kineza ne pripisuje brojeve godinama kineskoga kalendara. Oni rjeđi koji to čine, poput Kineza u inozemstvu, koriste stalno brojenje godina od vladavine legendarnoga Žutoga Cara, 2698. pr. n. e. uzimaju kao godinu 1. Zapadni pisci počinju brojenje bilo na 2637. pr. n. e., ili 60 godina ranije, na 2697. pr. n. e. Tako početkom 2025. može početi kineska godina 4662 ili 4722. Moguće je da se godina označava i brojem iz službenoga gregorijanskoga kalendara, premda se one sasvim ne poklapaju.

## Pozna antika i srednji vijek
Većina tradicijskih kalendarskih era koje se danas koriste, uvedene su u vrijeme prijelaza s pozne antike na rani srednji vijek.
- Indikt. Rasprostranjena je bila uporaba ciklusa indikta (ili indiktiona; 15 indikata je činilo ciklus poljoprivrednog oporezivanja, jedan indikt je trajao godinu dana). Isprave i događaji se od 4. stoljeća datiraju po godini ciklusa (npr. "peti indikt", "deseti indikt"), sami ciklusi nisu numerirani. Uporaba indikta će se nastaviti dugo nakon što je prestalo skupljanje izvornog poreza. Ovaj sustav rabljen je u Bizantu i okolini do osmanskih osvajanja, ali i u Galiji. Dionizije Mali, koji je formulirao današnju novu eru, dao je pravilo za računanje indikta: godini n.e. dodati 3, podijeliti s 15, ostatak daje indikt; ako je ostatak 0, indikt je 15.[2] Npr. (2009+3)/15 = 134 i ostatak 2, što je i indikt. Početak godine se razlikovao, osim 1. siječnja, godina je mogla počinjati i nekim crkvenim praznikom, kao Blagovijestima (25. ožujka), ili 1. rujna, kao u Bizantu.
- Etos Kosmu ("godina svijeta") iz bizantskog kalendara koristi jedan proračun vremena Postanka; njena prva godina počinje 1. rujna 5509. pr. n. e. Prvi put je rabljena u 7. stoljeću, kasnije će postati prevladavajuća u Bizantu i njegovom kulturnom krugu. Godina 7533. ove ere zahvaća razdoblje 2024-2025. n.e.
- Egipatska Era Mučenika (Anno Martyrum A.M.) odn. Dioklecijanova era se računa od početka vladavine toga rimskoga cara, njezina prva godina je 284. – 5. n.e. U Rimu nije bio običaj rabiti vladarske godine, ali jest u rimskomu Egiptu, kojim je car vladao preko prefekta. Egipatska, odnosno koptska godina (poznata i kao aleksandrijska godina), počinjala je 29. kolovoza po julijanskomu kalendaru (trideseti pred julijansku prijestupnu godinu). Dioklecijan je ukinuo posebni status Egipta, koji je nakon toga slijedio normalni rimski kalendar, s početkom godine 1. siječnja. Ali, dugo nakon toga, era je korištena u uskrsnim tablicama pripremanim u Aleksandriji, iako je Dioklecijan bio veliki progonitelj kršćana. Koptska crkva je zadržala kalendar s početkom 29. kolovoza i eru, koja je od 643. poznata kao Era Mučenika.[3]
- U Etiopiji se koristi Era Inkarnacije (Isusovog utjelovljenja). Etiopski kalendar je istovjetan koptskom, s različitim brojem godine, početna točka mu je 29. kolovoza 8. n.e.
- Armenski kalendar broji godine od 552. n.e. Međutim, spominje se i era s početkom 2492. pr. n. e.[4]

### Dionizijeva nova era
Eru koja počiva na Isusovoj Inkarnaciji (utjelovljenju) uveo je Dionizije Mali 525. i ona se još uvijek rabi, uz razne reforme i derivate. Tek u kasnom devetom stoljeću napravljena je razlika, je li Inkarnacija Isusovo začeće ili rođenje. Početak numerirane godine se razlikovao od mjesta do mjesta, Škotska je usvojila 1. siječnja kao dan kada se mijenja broj godine, što je već bilo uobičajeno u kontinentalnoj (osobito katoličkoj) Europi. Engleska je ovo usvojila 1752.
- Anno Domini (latinski: "[u] godini [našeg] Gospodina"), skraćeno A.D.; na hrvatskom jeziku "Godina Gospodnja" ili "Ljeto Gospodnje" je era gregorijanskog kalendara (prethodno i julijanskog, osobito na zapadu). Istovjetna joj je Anno Salutis - "(u) godini Spasenja". Era bi trebala brojiti godine od Isusovog utjelovljenja, ali zapravo "kasni" nekoliko godina. Godine prije 1. godine su se brojile uz oznaku BC (Before Christ) na engleskom, odnosno Prije Krista; nije bilo 0. godine ni negativnih brojeva. Prvi dan godine u srednjovjekovnom kalendaru uglavnom nije bio 1. siječnja, već 1. ožujka, 25. ožujka (Blagovijesti), Uskrs, 1. rujna ili 25. prosinca (Božić). Odredba da godina počinje 1. siječnja, bila je dio gregorijanske reforme, ali neke zemlje su prebacile početak godine na taj dan još i prije prelaska na novi kalendar.
- Naša era, Nova era, Opća era (ovo zadnje je uobičajeno na engleskom: Common Era) je ekvivalentno eri Anno Domini. Naziv je sličan izrazu Era Vulgaris (EV) iz prošlosti, gdje "vulgarno" označava "uopćenost" ili "uobičajenost". Ovim nazivom (na engleskom: CE i BCE) se oznaka godine želi razdvojiti od religijske konotacije, s obzirom na to da se ova era danas koristi globalno, a ne samo u kršćanskim zemljama. U bivšoj Jugoslaviji ekvivalentne oznake rabljene su i zbog isključive sekularne prirode vladajuće ideologije. Ipak, neki su i naziv "Nova era" usporedili s Novim zavjetom i tako mu dali religijski značaj.

### Podrijetlom od Dionizijeve ere
- Astronomsko brojenje godina poistovjećuje godinu 1. pr. n. e. s godinom 0. i unazad broji negativne godine: 2. pr. n. e. je -1; 3. pr. n. e. je -2... N. godina pr. n. e. je -(N-1) godina po a.b.g.
- Holocenski kalendar, prijedlog Cesare Emilianija, postavlja svoju godinu 1 na 10000. pr. n. e., što u četvoroznamenkastim godinama nove ere ima učinak dopisivanja jedinice s lijeve strane: 2009. n.e. = 12009. H.E. Njome se izbjegava brojenje unatrag i zahvaćaju sva ljudska dostignuća iz posljednjih 12 000 godina.
- Masonska Anno Lucis ("[u] godini Svjetlosti") dodaje 4 000 godina na novu eru: 2009. n.e. = 6009. AL.

### Islamska era
- Anno Hegirae, A.H. ili AH, na latinskom "(u) godini Hidžre" odnosno odlaska proroka Muhameda iz Meke u Medinu u rujnu 622., što je bilo u prvoj godini kasnijeg islamskog kalendara. Pošto je islamski kalendar čisto lunarni kalendar, čija je godina desetak dana kraća od solarne, njegov broj godine raste brže. S većim dijelom 2009. poklapa se godina 1430. A.H.
- Solarna godina Hidžre rabi se u iranskom kalendaru za označavanje solarnih godina od Hidžre. O proljetnoj ravnodnevnici počinje [tekuća godina n.e. - 621]. godina. U 2009. to je 1388.: može se zamijetiti da je broj manji nego u lunarnoj inačici.

Solarne godine po Hidžri je koristio i Rumi kalendar, osmanska inačica julijanskog kalendara.

### Indijski potkontinent
- Hindski kalendar, koji broji godine od početka Kali Yuge, epoha 18. veljače 3102. pr. n. e. po julijanskom (23. siječnja 3102. pr. n. e. po gregorijanskom), na osnovi Aryabhate (6. stoljeće).
- Vikrama Samvat, 56. – 57. pr. n. e., uvedena oko 12. stoljeća.
- Saka era, S.E. ili SE, koristi se u nekim hindskim kalendarima i u indijskom nacionalnom kalendaru, s epohom blizu proljetne ravnodnevnice godine 78. n.e. (njegova godina 0); njena uporaba raširila se u jugoistočnu Aziju prije 1000. godine. Ovu eru koristi indijski nacionalni kalendar, pored gregorijanskog kalendara službeni građanski kalendar, koji se koristi u kominikeima indijske vlade.
- Bengalski kalendar broji godine od polovine travnja 594. n.e., njena 1415. godina zahvaća 2008. – 09. n.e.
- Malajalamski kalendar (južna država Kerala) broji godine od 825. n.e.
- Nanakšahi kalendar koriste siki i godine broji od 1469. n.e., godine rođenja prvog gurua Guru Nanak Deva

### Zoroastrička
- Zoroastrički kalendar je od reforme Ardašira I. koristio vladarske godine. Posljednji sasanidski vladar Jazdegerd III. okrunjen je 16. lipnja 632. Nakon pada dinastije, njegova era se i dalje rabi među Parsima, sve do danas.

### Hebrejska
- Anno Mundi — A.M. (ili AM), sa značenjem "u godini svijeta", ima svoju epohu u godini 3761. pr. n. e. Ovu eru je prvi rabio Maimonides 1178. Prethodnici ove ere se koriste od 3. stoljeća, s epohama jednu ili dvije godine kasnije, a sve potječu od djela Seder Olam Rabba iz 2. stoljeća. Godina 5786 A.M. proteže se u 2025-2026. n.e. Istu kraticu ima i koptska era.

### Srednja Amerika
- Maje su brojile dane po složenom kalendaru, čiji je početni dan po najprihvaćenijoj GMT korelaciji 6. rujna 3114. pr. n. e. po proleptičkom julijanskom, odnosno 11. kolovoza 3114. pr. n. e. po proleptičkom gregorijanskom kalendaru.

## Suvremene ere

### Političke
- Republikanska era Francuskog kalendara bila je datirana od 22. rujna 1792., dana proglašenja Prve republike u Francuskoj. Uvedena je tijekom Revolucije, 24. listopada 1793. (po gregorijanskom kalendaru), rabljena je do 31. prosinca 1805.
- Pozitivistički kalendar iz 1844. uzima 1789. godinu za svoju epohu.
- Republikanska era minguoskog kalendara, koji se rabi od 1929. u Republici Kini (od 1949. to je samo Tajvan), za godinu 1 uzima 1912., prvu godinu republike. Slučajno, to je istovjetno Juche eri, koja se rabi u Sjevernoj Koreji jer je 1912. rođen njen osnivač Kim Il-Sung.
- Talijanski fašisti su rabili rimske brojeve za označavanje godina od ustanovljenja fašističke vlade 1922. Tako je npr. godina 1934. bila Godina XII (Anno XII). Ova era je ukinuta padom fašizma 25. srpnja 1943. (Anno XXI).
- Po sovjetskom kalendaru, numeriranje godina nije mijenjano, ali se sretala fraza "N-ta godina socijalističke revolucije", počevši od 7. studenog 1917.
- Asirski kalendar, uveden 1950-tih, fiksirao je eru na 4750. pr. n. e.
- Za berberski kalendar predložen je početak ere 950. pr. n. e., što je približno vrijeme rođenja faraona Šešonka I., libijsko-berberskog podrijetla.
- Japanski kalendar računa vrijeme od ustoličenja trenutačnog japanskog cara. Sadašnji car je ustoličen početkom 1989., koja je zbog toga postala godina Heisei 1, nakon što je prvih sedam dana bila Shōwa 64.
- U Koreji od 1952. do 1961. godine su brojene preko Dangi godina, od kojih je prva bila 2333. pr. n. e.

### Vjerske
- Budistička era (B.E.), dio budističkog kalendara, koju je 1912. uveo Vajiravudh i ima epohu 544. pr. n. e. Ova godina se na Šri Lanki i Mjanmaru zove godina 1, ali godina 0 u Tajlandu, Laosu i Kambodži. To znači da je godina 2500 B.E. bila 1956. u prethodnim zemljama, a u potonjim 1957. Kralj Tajlanda Chulalongkorn je 1888. proglasio Nacionalnu tajsku eru, od osnivanja Bangkoka 6. travnja 1782. Dan Nove godine je 1912. pomaknut na 1. travnja. Po odluci predsjednika vlade, početak godine je 1941. pomaknut na 1. siječnja, s brojenjem godina od 543. pr. n. e. Tako je dobiven tajlandski solarni kalendar, koji koristi Tajsku budističku eru i godinu ujednačenu sa zapadnim solarnim kalendarom.
- Era bahaističkog kalendara (B.E.) počinje od godine Bábove objave; početak prve godine je 21. ožujka 1844.

### Praktične
- Julijanski dan (ili možda bolje, Julijev dan) ili Julijansko razdoblje, broj je dana proteklih od podneva 1. siječnja 4713. pr. n. e. po proleptičkom julijanskom kalendaru (24. studenog 4714. pr. n. e. po proleptičkom gregorijanskom). Od podneva toga dana, do idućeg podneva, bio je dan 0. Umnošci broja 7 su ponedjeljci. Mogu se rabiti i negativne vrijednosti. Osim izbora početne točke i imena, Julijanski dan (nadnevak) i julijanski kalendar nemaju veze, osim što su se otac tvorca prvog (Josepha Justusa Scaligera, a otac je bio Julius Caesar Scaliger, i inicijator drugog Julije Cezar obojica zvali Julije. S obzirom na to da ne broji godine, strogo uzevši on nema eru, ali ima epohu (referentni nadnevak). Njegova tekuća vrijednost je (podne-podne po UTC): 2460762. Postoji i modificirani julijanski dan, gdje je broj dana umanjen za 2.400.000,5, radi lakšeg operiranja a i da bi se dani računali od ponoći. Prvi dan ovakvog brojenja je 17. studenog 1858., današnji dan bi bio broj 60762.
- Before Present (B.P.), "prije sadašnjosti", odnosno broj radiokarbonskih godina prije 1950.
- Unix epoha je postavljena na ponoć 1. siječnja 1970.
- Prvi dan Excel serijskog dana (Excel serial day) trebao je biti 1. siječnja 1900. u PC sustavu, ali bilo je teškoća jer nije uzeto u obzir da 1900. nije bila prijestupna, po pravilima preskakanja prijestupnih godina djeljivih sa 100 i nedjeljivih s 400. U Mackintoshu je kao prvi dan uzet 1. siječnja 1904.